# Merodon trizona
Merodon trizona är en tvåvingeart som först beskrevs av Szilady 1940.  Merodon trizona ingår i släktet narcissblomflugor, och familjen blomflugor.
Artens utbredningsområde är Algeriet. Inga underarter finns listade i Catalogue of Life.